# 哈布沙伊德
哈布沙伊德是德国莱茵兰-普法尔茨州的一个市镇。总面积17.60平方公里，总人口601人，其中男性309人，女性292人（2011年12月31日），人口密度34人/平方公里。